# Pagué
El districte de Pagué era un dels 7 districtes en què s'organitzava territorialment la República Democràtica de São Tomé i Príncipe abans de l'entrada en vigor de la Constitució de 1990, en la que fou creada la Regió Autònoma de Príncipe que el substituiria.
El districte de Pagué abastava tota l'illa de Príncipe i era l'únic que conformava la província que tenia el nom de l'illa. Tenia una extensió de 142 km² i la seva capital era la població de Santo António.

## Població
- 1940 3,124 (5.2% de la població nacional)
- 1950 4,402 (7.3% de la població nacional)
- 1960 4,544 (7.1% de la població nacional)
- 1970 4,593 (6.2% de la població nacional)
- 1981 5,255 (5.4% de la població nacional)
- 1991 5,471 (4.7% de la població nacional)
- 2001 5,966 (4.3% de la població nacional)

## Assentaments
El principal assentament és la ciutat de Santo António. Altres assentaments són:
- Ilhéu Bom Bom
- Neves Ferreira
- Portinho
- Sundy

## Personatges
- Damião Vaz d'Almeida, antic primer ministre de São Tomé i Príncipe i antic president del govern regional de Príncipe